# Clitocybe foetens
Clitocybe foetens är en svampart som tillhör divisionen basidiesvampar, och som beskrevs av Jacques Melot. Clitocybe foetens ingår i släktet Clitocybe, och familjen Tricholomataceae. Arten har ej påträffats i Sverige.